# Формула Лейбница для определителей
Формула Лейбница — выражение для определителя квадратной матрицы {\displaystyle A=(a_{i,j})} размера {\displaystyle n\times n} через перестановки её элементов:
{\displaystyle \det(A)=\sum _{\tau \in S_{n}}\operatorname {sgn}(\tau )\prod _{i=1}^{n}a_{i,\tau (i)}=\sum _{\sigma \in S_{n}}\operatorname {sgn}(\sigma )\prod _{i=1}^{n}a_{\sigma (i),i},}
где {\displaystyle \operatorname {sgn} } — функция знака перестановки в группе перестановок {\displaystyle S_{n}}, которая возвращает +1 или −1 для чётных и нечётных перестановок соответственно.
С использованием символа Леви-Чивиты и соглашений о суммировании Эйнштейна:
{\displaystyle \det(A)=\epsilon _{i_{1}\cdots i_{n}}{a}_{1i_{1}}\cdots {a}_{ni_{n}}}.
Формула названа в честь Готфрида Лейбница, который ввёл понятие определителя и способ его вычисления в 1678 году.
Функция, определённая формулой Лейбница, является единственной знакопеременной мультилинейной функцией, обращающейся в единицу на единичной матрице. Таким образом, определитель может быть однозначно определён как знакопеременная мультилинейная функция, полилинейная относительно столбцов и строк, обращающаяся в единицу на единичной матрице.

## Вычислительная сложность
Прямое вычисление по формуле Лейбница требует в общем случае {\displaystyle \Omega (n!\cdot n)} операций, то есть количество операций, асимптотически пропорциональное факториалу {\displaystyle n} (числу упорядоченных перестановок из {\displaystyle n} элементов). Для больших {\displaystyle n} определитель можно вычислить за {\displaystyle O(n^{3})} операций путём формирования LU-разложения {\displaystyle A=LU}, обычно получаемого с помощью метода Гаусса или аналогичных методов, для которого {\displaystyle \det A=(\det L)(\det U)}, где определители треугольных матриц {\displaystyle L} и {\displaystyle U} равняются произведениям диагональных элементов матриц. Однако в практических приложениях вычислительной линейной алгебры явное вычисление определителя используется редко.